# 獅子山狗場

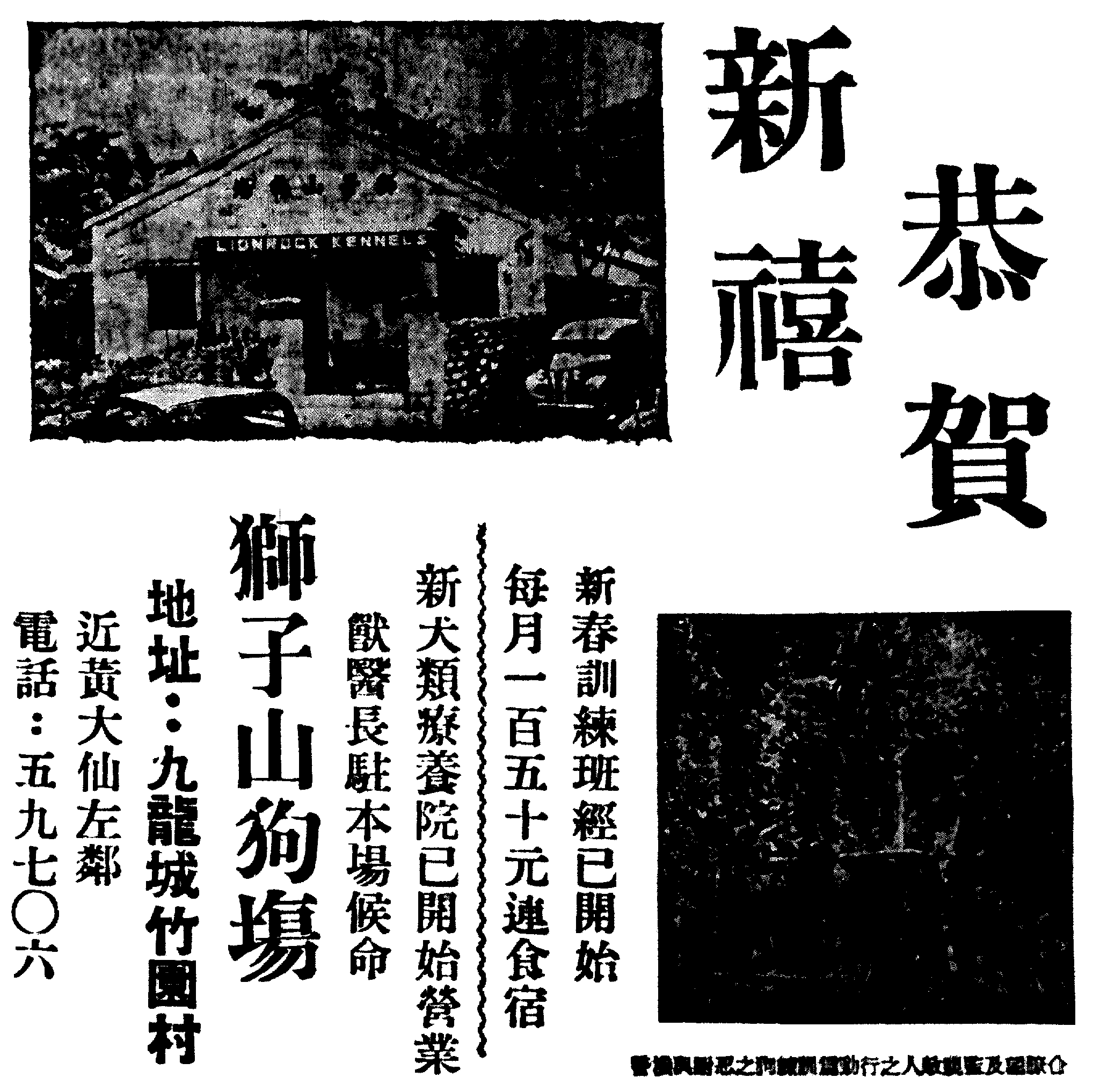
獅子山狗場（Lionrock Kennels）的廣告（1949年1月）

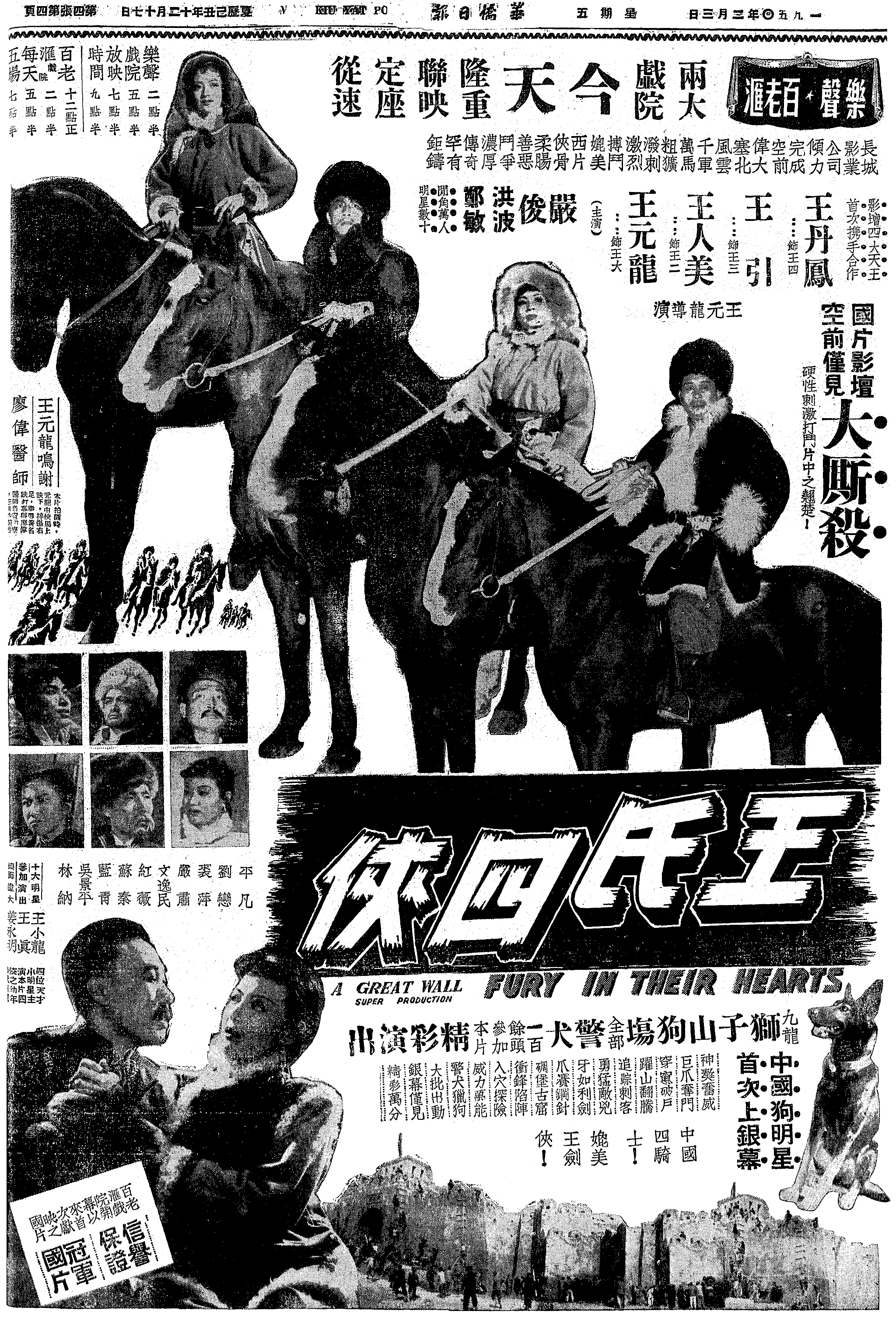
1950年香港電影《王氏四俠》（1950年）的廣告

獅子山狗場（Lionrock Kennels），位於九龍九龍城竹園村，嗇色園黃大仙祠左鄰。它是一個設有駐場獸醫的狗隻療養院，由戴劍樞經理。「馴狗師」訓練班 由狗隻專家徐洪培（他日後在1984年3月16日(星期五)72歲高齡時，尚憑「懸崖盆景」奪得「市政局盃」的榮譽）及古維擔任教席。獅子山狗場的訓練師王芝祿、陳滄浪、楊道臣曾經安排三頭狗隻參演香港國語電影《王氏四俠》（1950年2月3日公映）。

## 收費
- 1949年的狗隻訓練價錢為每月港幣150元連食宿[5]。

- 1951年免費為狗隻沐浴；狗隻訓練價錢 提升至為每月港幣200元連食宿；狗隻寄養服務每天港幣2元[6]。